# Елшанка (Хвалынский район)
Елшанка — село в Хвалынском районе Саратовской области. Население составляет 926 человек (2011 год).

## История
Село было основано в 1725 году на землях Желтоводского и Макарьевского монастырей.

## География
Елшанка географически расположена в центре Хвалынского района в верхнем течении одноименного ручья. Расстояние до районного центра составляет 17 км.

## Экономика
В селе расположено сельскохозяйственное предприятие СПК «Елшанка».